# Džaočing
Džaočing (kitajsko 肇庆) je mesto na ravni prefekture v provinci Guangdong na Kitajskem. Po popisu leta 2020 je imel  4.113.594 prebivalcev, pri čemer jih je 1.553.109 živelo v pozidanem območju Duandžov, Dinghu in Gaojao. Mesto leži na ravnini, ki jo obrobljajo gozdnate gore, na jugu pa številna riževa polja in ribniki. Sihuj in južna okrožja prefekture veljajo za del delte Biserne reke. 
Džaočing je bil nekoč eno od najpomembnejših mest na jugu Kitajske, dokler ni v času dinastije Čing izgubil svojega pomena.  Zdaj velja predvsem za turistično in študentsko mesto in rastoče industrijsko središče. 

## Ime
Džaočing se je v dinastijah Čin in Han imenoval Gaojao. V Duangdžov so ga preimenovali, ko je v dinastiji Sui postal sedež prefekture Duan. Sedanje ime, ki pomeni "Začetna ugodnost", mu je dal cesar Hujdzong iz dinastije Song leta 1118.

## Zgodovina
Mesto Gaojao se je nahajalo na južnem bregu reke Ši in dobilo ime  po glavni značilnosti okrožja: rečni soteski Lingjang, ki se je takrat imenovala Gaojao. V poznem 6. in zgodnjem 7. stoletju je bila uprava premeščena v Duandžov na nasprotnem bregu reke, ki je postal pomembno upravno in vojaško središče dinastije Južni Sui. 
Mestno obzidje Džaočinga je bilo zgrajeno med vladavino cesarja Rendzonga iz dinastije Song (vladal 1022-1063). 
Ko so v 16. stoletju na Kitajsko prišli Portugalci, je bil Džaočing še vedno pomembno središče in sedež podkralja Ljangguanga. Italijanskima jezuitoma Micheleju Ruggieriju in Matteu Ricciju je bilo po nekaj neuspelih poskusih dovoljeno v mestu ustanoviti svojo rezidenco in prvo jezuitsko misijonsko hišo na celinski Kitajski. Dovoljenje sta dobila potem, ko je guverner Džaočinga Vang Pan izvedel za Riccijevo znanje matematike in kartografije. Ricci je leta 1584 v Džaočingu narisal prvi sodobni kitajski zemljevid sveta. Ruggieri je leta 1588 odšel v Rim, Ricci pa je ostal na Kitajskem do naslednjega leta, ko ga je novi podkralj izgnal iz mesta in prisilil jezuite, da se preselijo v Šaodžov, današnji Šaoguan.
V zadnjih letih dinastije Ming sredi 17. stoletja je Džaočing služil kot sedež odpora princa Guija iz Južnega Minga, ki se je razglasil za cesarja Jonglija. Mesto je leta 1650 padlo in princ se je preselil v Guilin in nato v Guangši, Junan in Burmi. Na njegovem dvoru sta nekaj časa delovala jezuita Andreas Wolfgang Koffler in kasneje Michał Boym.
Podkralj Ljangguanga iz dinastije Čing se je preselil v Guangdžov. Džaočing je ostal sedež poveljstva, ki je nadziralo okrožja Gaojao, Guangning, Dečing, Sihui ter Kajdžjan in Fengčuan, od takrat združena v Fengkaj.

## Geografija
Džaočing leži 110 km zahodno od Guangdžova v zahodnem delu delte Biserne reke. Leži na severnem bregu reke Ši nasproti Gaojaa. Južno in zahodno od mesta je ravnina, na vzhodu in zahodu pa so gore.

### Podnebje
Mesto ima vlažno subtropsko podnebje pod vplivom monsuna (Köppnova podnebna klasifikacija Cfa). Povprečna letna temperatura je 22,69 °C, letna količina padavin pa 1633 mm.

## Uprava
Džaočing upravlja tri okrožja, 4 okraje in mesto na ravni okraja.  

## Gospodarstvo
V okolici mesta, predvsem v goratih delih, so nahajališča premoga, apnenca, bakra, svinca, cinka, granita, zlata, žvepla, sadre in drugih mineralov. 
Na rodovitni ravnici se pridelujejo riž, sladkorni trs, sadje, kolofonija in kitajski cimet. Veliko vlogo v lokalnemu gospodarstvu imajo tudi vrtnarstvo, perutninarstvo in živinoreja. Gozdovi v goratih predelih so bogat vir zdravilnih zelišč in gozdnih sadežev. 
Steber mestne industrije tvorijo proizvodnja hrane in pijače, gradbenega materiala, elektronike, kemikalij, strojev in opreme, tekstila in oblačil. 

## Izobraževanje
Mestna vlada Džaočinga si trenutno prizadeva izboljšati visokošolski sistem in ohraniti kulturne vire. Mesto ima Univerzo, Guandonško univerzo za finance, Kolegij za tuje jezike, Kanadsko-ameriško šolo in številne druge šole, vključno s tistimi, specializiranimi za študij tujih jezikov.

## Transport
Džaočing ima direktne železniške in avtobusne povezave z Guangdžovom, Hong Kongom in drugimi mesti v Guangdongu. V mestu je 32 javnih avtobusnih linij in 2 poti za ogled znamenitosti. 

## Vir
- Bolton, Kingsley; Hutton, Christopher (1941), Triad Societies, Vol. 5, Abingdon: Routledge, ISBN 9780415243971, reprinted 2000.